# Théophile Delcassé
Théophile Delcassé (1. března 1852 Pamiers – 22. února 1923 Nice) byl francouzský politik období třetí francouzské republiky. Byl jedním ze strůjců britsko-francouzského sbližování na přelomu 19. a 20. století, které vyústilo 8. dubna 1904 v podpis Srdečné dohody.

## Život
Delcassé byl novinářem, žákem Léona Gambetty, v jehož novinách La République Française pracoval na začátku své kariéry. Později přispíval také do Le Temps, Le Matin a Le Jour. Právě Léon Gambetta byl jeho politickým vzorem.
Politickou kariéru zahájil v místě svého rodiště, v departementu Ariège, odkud posléze kandidoval do poslanecké sněmovny (Assemblée nationale) za volební okres Foix.
Roku 1893 se stal státním podtajemníkem pro záležitosti koloniální politiky a po vzniku Ministerstva kolonií se stal jeho prvním ministrem. V letech 1898 až 1905 zastával post francouzského ministra zahraničí. Na podzim 1898 musel čelit vážné krizi v britsko-francouzských vztazích, kdy obě země stály doslova na pokraji války. Delcassé však ve Fašodské krizi ustoupil a v listopadu 1898 nechal kapitána Jeana-Baptista Marchanda Fašodu (dnes Kodok) evakuovat.
Na počátku června 1905 podal demisi kvůli první marocké krizi, v níž nechtěl Německu ustoupit. Novým ministrem zahraničí se stal Maurice Rouvier. Delcassé se dostal do křesla ministerstva zahraničí ještě jednou, v letech 1914-1915. Zemřel v roce 1923 jako sedmdesátiletý.